# Winter
Winter med alternativa stavningarna Winther, Vinter och Vinther är ett efternamn som finns i flera länder, däribland Sverige och Danmark.

## Personer med efternamnet Winter eller varianter av detta namn

### A
- Aage Winther-Jørgensen (1900–1967), dansk skådespelare
- Agnes-Nicole Winter (född 1956), svenskamerikansk skådespelare och manusförfattare
- Aleksander Vinter (född 1987), norsk musiker och musikproducent
- Anne-Charlotte Winter (1904–2001), finländsk operasångerska
- Ariel Winter (född 1998), amerikansk skådespelare och modell
- Arndt Johan Winter (1744–1819), finländsk ämbetsman
- Aron Winter (född 1967), nederländsk fotbollsspelare och tränare

### B
- Birgitte Winther (1751–1809), dansk operasångerska
- Bryan Winter, spelkonstruktör

### C
- Carl Winther (1893–1949), svensk sångare, tenor
- Christian Winther (1796–1876), dansk lyrisk poet

### D
- Dieter Winter (1921–2010), svensk journalist och diplomat

### E
- Edgar Winter (född 1946), amerikansk musiker
- Einar Winther (1892–1933), svensk läkare
- Elly Winter (1895–?), tysk konståkare
- Else Winther Andersen (född 1941), dansk politiker (venstre) och socialminister
- Eric Winter (född 1976), amerikansk skådespelare
- Eva Winther (1921–2014), svensk sjuksköterska och plitiker, folkpartist

### F
- Frederik Winther (1853–1916), dansk målare

### G
- Georg Winter (botaniker) (1848–1887), tysk botanist
- Geert Winther (1813–1905), dansk politiker
- Gilbert Vinter (1909–1969), brittisk kompositör och orkesterledare
- Gregory P. Winter (född 1951), brittisk biokemist, nobelpristagare

### H
- Harald Winter (1901–1952), finländsk musiker och orkesterledare
- Heinz Winter (1925–1991), österrikisk skådespelare
- Helle Winther (1922–2005), svensk barnskkådespelare

### I
- Ingeborg Vinther (född 1945), färöisk fackförbundsordförande och politiker, socialdemokrat

### J
- Jan Winter (född 1950), svensk jouirnalist och musiker
- Jan Winter Sokrates (1936–1982), svensk konstnär
- Joachim Winter  (aktiv på 1600-talet), estländsk (balttysk?) stenhuggarmästare
- Johannes Vinther (1893–1968), dansk gymnast
- John Winter (1924–2007), australisk höjdhoppare
- Johnny Winter (1944–2014), amerikansk bluesgitarrist och sångare
- Julia Winter (född 1993), svensk-engelsk barnskådespelare

### K
- Katia Winter (född 1983), svensk skådespelare
- Karen Winther (1900–1989), dansk skådespelare
- Karin Winther (programledare) (född 1984), svensk mediaprofil och strategisk konsult

### L
- Ludwig Georg von Winter (1778–1838), tysk (badensisk) politiker

### M
- Maria Winther (född 1979), svensk jazzsångerska
- Martin Winter (1955–1988), östtysk roddare

### N
- Nick Winter (1894–1955), australisk trestegshoppare
- Nicolaas Simon van Winter (1718–1795), nederländsk skald
- Nicoline Winther (1891–1977), dansk gårdsägare och politiker (venstre)
- Niklas Winter (född 1969), finländsk jazzgitarrist och musikpedagog

### O
- Olaf Winter (född 1973), tysk kanotist
- Otto Winter-Hjelm (1837–1931), norsk musiker

### P
- Paul Winter (född 1939), amerikansk saxofonist
- Paul Winter (friidrottare) (1906–1992), fransk diskuskastare
- Peter von Winter (1754–1825), tysk tonsättare
- Pieter van Winter (1745–1807), nederländsk diktare och köpman

### R
- Ritch Winter (född 1957), kanadensisk ishockeyagent

### V
- Vanda Winter (född 1984), kroatisk skådespelare
- Vera Vinter (född 1981), svensk sångerska, artistnamn

### W
- Wilhelm Winther (1891–1983), svensk diplomat
- William Winter (1923–2020), amerikansk politiker, demokrat, guvernör i Mississippi
- Wolfgang Winter (född 1960), tysk skulptör